# Зульфакар
Зульфака́р (Зюльфага́р) — ущелье долины реки Теджен в северных окраинных горах Иранского нагорья; отделяет Туркмено-Хорасанские горы от Паропамиза. Наиболее удобный путь, соединяющий равнины Средней Азии и Иранское нагорье.
Длина ущелья составляет около 14 км. В ландшафте преобладают пустыни и полупустыни. Через Зульфакар осуществляется сообщение между южной частью Туркмении и пограничными частями Ирана и Афганистана.